# Union nationale des acteurs de formation en sécurité
L'UNAFOS (Union nationale des acteurs de formation en sécurité) est un regroupement d'organismes de formation en sécurité privée en France. Son but est à la fois de défendre les entreprises de formation en sécurité et de conseiller les acteurs de la branche professionnelle de la sécurité privée sur les sujets relatifs à la formation.
L'organisation n'est pas signataire de la convention collective des entreprises de prévention et de sécurité mais participe, à la demande, aux groupes de travail et de réflexion sur les formations nécessaires dans la profession.
En 2010, l'UNAFOS totalise 80 adhérents, regroupant plus de 800 formateurs accueillant environ 200 000 stagiaires pour un chiffre d'affaires de 50 M€.

## Historique
L'UNAFOS a été créée en décembre 2003 sur proposition de l'UFISS (Union fédérale des industries et services de la sécurité), regroupement d'entreprises de sécurité ayant disparu depuis et qui fédérait les principaux syndicats patronaux en sécurité privée (SNES, USP, SESA).

## Organisation[2]
L'UNAFOS est organisée en 3 collèges :
- le Collège des organismes de formation indépendants
- le Collège des structures de formation dépendantes d’entreprises de sécurité privée
- le Collège fédéral regroupant les syndicats de branche métiers de la sécurité humaine (SNES et USP), la sécurité électronique (GPMSE), le transport de fonds (FEDESFI), la sûreté aérienne et aéroportuaire (SESA)